# Ganjirō Nakamura
Ganjirō Nakamura (中村鴈治郎, Nakamura Ganjirō), né le 17 février 1902 et mort le 13 avril 1983, est un acteur japonais du théâtre kabuki et au cinéma. Il est officiellement désigné Trésor national vivant du Japon par le gouvernement japonais en 1967. Son vrai nom est Yoshio Hayashi (林 好雄, Hayashi Yoshio) et son nom d'acteur kabuki est Nakamura Ganjirō II (中村鴈治郎 (2代目)).

## Biographie
À l'origine, acteur de théâtre kabuki, Ganjirō Nakamura interprète, sous le nom de Senjaku, le rôle de son père dans le film La Vie d'un acteur (芸道一代男, Geidō ichidai otoko, 1941) de Kenji Mizoguchi.
Ganjirō Nakamura apparaît dans plus de 70 films entre 1946 et 1982.
Il est le père de Sakata Tōjūrō IV et de Tamao Nakamura.

## Filmographie partielle
- 1941 : La Vie d'un acteur (芸道一代男, Geidō ichidai otoko?) de Kenji Mizoguchi : Nakamura Ganjirō
- 1955 : Le Héros sacrilège (新・平家物語, Shin Heike monogatari?) de Kenji Mizoguchi
- 1957 : Les Bas-fonds (どん底, Donzoko?) d'Akira Kurosawa
- 1957 : Une histoire d'Osaka (大阪物語, Osaka Monogatari?) de Kōzaburō Yoshimura
- 1958 : Le Pavillon d'or (炎上, Enjō?) de Kon Ichikawa
- 1958 : Nuages d'été (鰯雲, Iwashigumo?) de Mikio Naruse
- 1958 : La Vengeance des loyaux serviteurs (忠臣蔵, Chūshingura?) de Kunio Watanabe : Gorobei Kakimi
- 1958 : Les Carnets de route de Mito Kōmon (水戸黄門漫遊記, Mito Kōmon man'yūki?) de Kenji Misumi : Mitsukuni 'Kômon' Mito
- 1959 : Herbes flottantes (浮草, Ukigusa?) de Yasujirō Ozu
- 1959 : L'Étrange obsession (鍵, Kagi?) de Kon Ichikawa
- 1959 : La Naissance du Japon (日本誕生, Nippon Tanjō?)  de Hiroshi Inagaki
- 1960 : Quand une femme monte l'escalier (女が階段を上る時, Onna ga kaidan wo agaru toki?) de Mikio Naruse
- 1960 : Testaments de femmes (女経, Jokyō?) de Kon Ichikawa, Yasuzō Masumura et Kōzaburō Yoshimura
- 1961 : Dernier Caprice (小早川家の秋, Kohayagawa-ke no aki?) de Yasujirō Ozu
- 1962 : Le Temple de l'oie sauvage (雁の寺, Gan no tera?) de Yūzō Kawashima
- 1962 : Mademoiselle Ogin (お吟さま, Ogin-sama?) de Kinuyo Tanaka : Sen no Rikyū
- 1963 : La Vengeance d'un acteur (雪之丞変化, Yukinojō henge?) de Kon Ichikawa
- 1963 : La Famille matrilinéaire (女系家族, Nyokei kazoku?) de Kenji Misumi : Uichi
- 1963 : Les Voyous au cœur pur (ぐれん隊純情派, Gurentai junjōha?) de Yasuzō Masumura
- 1966 : Le Pornographe (エロ事師たちより 人類学入門, Erogotachi yori Jinruigaku nyumon?) de Shōhei Imamura
- 1966 : Le Lac des larmes (湖の琴, Mizuumi no koto?) de Tomotaka Tasaka : Samezaemon
- 1964 : Kwaïdan (怪談, Kaidan?) de Masaki Kobayashi
- 1975 : Kenji Mizoguchi ou la vie d'un artiste (ある映画監督の生涯 溝口健二の記録, Aru eiga-kantoku no shōgai Mizoguchi Kenji no kiroku?) de Kaneto Shindō (documentaire) : lui-même

## Distinctions

### Décorations
- 1967 : Trésor national vivant du Japon
- 1968 : Médaille au ruban pourpre
- 1980 : Personne de mérite culturel

### Récompenses
- 1959 : prix Blue Ribbon du meilleur acteur dans un second rôle pour ses interprétations dans Le Pavillon d'or et Nuages d'été[2]
- 1959 : prix Mainichi du meilleur acteur dans un second rôle pour ses interprétations dans Le Pavillon d'or et Nuages d'été[3]